# Tyler Nelson
Tyler Nelson (Bradford, Massachusetts, 9 de agosto de 1995) es un baloncestista estadounidense que pertenece a la plantilla del Science City Jena de la ProA, la segunda división alemana. Con 1,91 metros de estatura, juega en la posición de base. 

## Trayectoria deportiva

### Universidad
Jugó cuatro temporadas con los Stags de la Universidad de Fairfield, en las que promedió 17,1 puntos, 3,1 rebotes, 2,8 asistencias y 1,1 robos de balón por partido. Fue galardonado por la Metro Atlantic Athletic Conference en sus cuatro temporadas, siendo incluido en el mejor quinteto de rookies en 2015, en el segundo mejor quinteto absoluto en 2016, y en el mejor en sus dos últimas campañas.
Acabó su carrera con varios récords para los Stags, entre ellos el de puntos en el total de una carrera (2.172), y puntos en una temporada (732). Es además el único jugador de la historia del equipo en sobrepasar los 700 puntos en una única temporada.

### Profesional
Tras no ser elegido en el Draft de la NBA de 2018, disputó las Ligas de Verano de la NBA con Minnesota Timberwolves, disputando tres partidos en los que promedió 1,3 puntos. Tras ser descartado, fue elegido en la tercera posición del Draft de la NBA G League por los Greensboro Swarm, quienes posteriormente lo incorporaron a la plantilla.
En la temporada 2021-22, firma por el Rostock Seawolves de la ProA, la segunda categoría del baloncesto alemán, con el que lograría el ascenso de categoría.
En la temporada 2022-23, forma parte de la plantilla del Rostock Seawolves de la Basketball Bundesliga de Alemania. Tras tres temporadas, el 26 de septiembre de 2024 fichó por el Kolossos Rodou griego. Fue despedido el 14 de enero de 2025.
En enero de 2025 fichó por el Science City Jena de la ProA alemana.